# Nonoichi

Nonoichi (野々市市 Nonoichi-shi?) este un municipiu din Japonia, prefectura Ishikawa.